# Moyenne quadratique
La moyenne quadratique (rms en anglais, pour root mean square) d'un ensemble de nombres est la racine carrée de la moyenne arithmétique des carrés de ces nombres. Elle correspond au cas {\displaystyle p=2} de la moyenne d'ordre p.
Par exemple, l'écart type dans une population est la moyenne quadratique des distances à la moyenne. La moyenne quadratique est supérieure ou égale  à la moyenne arithmétique. Dans une série de valeurs, une valeur particulièrement élevée par rapport aux autres aura plus d'impact sur la moyenne quadratique de la série que sur la moyenne arithmétique. Son équivalent pour un signal périodique est la valeur efficace.

## Notation
Soit {\displaystyle x=(x_{i})_{i\in E}} une famille finie de nombres. La moyenne quadratique de x est alors notée {\displaystyle {\overline {x}}} (comme les moyennes de façon générale), Q(x), ou encore {\displaystyle {\sqrt {\langle x^{2}\rangle }}} (notation d'usage courant en physique, où ⟨ ⟩ désigne la moyenne arithmétique). On trouve également fréquemment RMS, abréviation de l'anglais root mean square, littéralement « racine [du] carré moyen ».

## Définition
Soit {\displaystyle x=(x_{i})_{1\leq i\leq n}} une famille finie de n nombres. La moyenne quadratique de x vaut alors :
{\displaystyle {\overline {x}}={\sqrt {{\frac {1}{n}}\sum _{i\in E}{x_{i}}^{2}}}}
On peut également calculer une moyenne quadratique pondérée par la formule :
{\displaystyle {\overline {x}}={\sqrt {{\frac {1}{\sum _{i=1}^{n}\lambda _{i}}}\sum _{i}^{n}\lambda _{i}{x_{i}}^{2}}}}
En analyse fonctionnelle et en théorie de la mesure, la convergence en moyenne quadratique est définie comme la convergence d'une suite au sens de la norme de L2.

## Usages
L'écart type dans une population est la moyenne quadratique des distances à la moyenne.
La moyenne quadratique est à utiliser lorsque l'on cherche à moyenner une quantité qui influe au carré dans un phénomène. C'est le cas, par exemple, pour la vitesse de particules dans un milieu. Chaque particule pi se déplace à la vitesse vi et produit une énergie cinétique égale à 1/2mvi2. Le milieu dégage une énergie cinétique de
{\displaystyle {\frac {1}{2}}m\sum _{i=1}^{n}v_{i}^{2}.}
On peut chercher à évaluer la vitesse v qui, appliquée  au même nombre de particules, donnerait la même énergie cinétique. Cette vitesse est la moyenne quadratique de toutes les vitesses. 
Dans le domaine continu, on retrouve cette même préoccupation dans le calcul de la valeur efficace d'un courant électrique.

## Continuité en moyenne quadratique d'un processus spatial
Définition — Un processus du second ordre X sur un ensemble spatial S ⊂ ℝd est continu en moyenne quadratique si pour toute suite de S convergente sn → s, E(X(sn) − X(s))2 → 0.
Caractérisation — Un processus de L2 centré est continu en moyenne quadratique partout ssi sa covariance est continue sur la diagonale de son ensemble spatial.
La continuité sur la diagonale signifie que C(s, s) est continue pour tout s dans l'ensemble spatiale, où C est la covariance.
Théorème — Si un processus gaussien intrinsèque de variogramme γ vérifie γ(h)  ≤  |log∥h∥|−(1+ε) au voisinage de l'origine, alors il est continu presque sûrement.
C'est le cas pour tous les modèles standards de variogramme, sauf le modèle à effet de pépite.
Théorème — Un processus intrinsèque est continu en moyenne quadratique si son variogramme est continu à l'origine.
Un processus stationnaire de second ordre est continu en moyenne quadratique si sa covariance est continue à l'origine.

## Différentiabilité en moyenne quadratique d'un processus monodimensionnel
Définition — Un processus spatial X sur un ensemble spatial monodimensionnel S ⊂ ℝ est différentiable en moyenne quadratique en s s'il existe Xs telle que{\displaystyle \lim _{h\to 0}{\frac {X\left(s+h\right)-X\left(s\right)}{h}}=X_{s}{\text{ dans }}\mathbf {L} ^{2}}.
Propriété — Si la covariance C d'un processus X de L2 centré est telle que la dérivée seconde croisée D(s, t) = ∂2⁄∂s∂tC(s, t) existe et est finie pour tout s = t, alors X est différentiable en moyenne quadratique partout, D existe partout et la covariance du processus dérivé est Cov(Ẋ(s), Ẋ(t)) = D(s,t).
Dérivée — Un champ X sur ℝ est différentiable en moyenne quadratique si la dérivée seconde γ″(0) du variogramme existe. Dans ce cas, γ″ existe partout et X est stationnaire de covariance γ″ ; X(s) et Ẋ(s) sont non corrélés pour tout s, et indépendants si X est gaussien.